# Ланж, Гарри
Ханс-Курт Ланж (нем. Hans-Kurt Lange), более известный как Гарри Ланж (англ. Harry Lange) (7 декабря 1930 — 22 мая 2008) — немецкий и американский художник-постановщик, арт-директор, художник-декоратор и сотрудник НАСА.
Он работал над такими известными фильмами, как «Космическая одиссея 2001 года» 1968 года, «Лунный гонщик» 1979 года, «Супермен 2» 1980 года, «Большое кукольное путешествие» 1981 года, «Тёмный кристалл» 1982 года, «Смысл жизни по Монти Пайтону» 1983 года, и последними двумя фильмами оригинальной трилогии «Звёздных войн».
Гарри Ланж также дважды был номинирован на премию «Оскар» в категории «Лучшая работа художника-постановщика»; за «Космическую одиссею 2001 года» и «Империю наносит ответный удар» 1980 года.

## Биография

### Смерть
Гарри Ланж умер 22 мая 2008 года в пригороде Хэдингтон, городе Оксфорд, стране Англия, государстве Великобритания в возрасте 77 лет.

## Фильмография
- Космическая одиссея 2001 года (1968)
- Рост населения: Ноль (1972)
- Лунный гонщик (1979)
- Империя наносит ответный удар[a] (1980)
- Супермен 2 (1980)
- Большое кукольное путешествие (1981)
- Тёмный кристалл (1982)
- Смысл жизни по Монти Пайтону (1983)
- Возвращение джедая[b] (1983)
- Муссолини (1985)
- Сверхразумные: Люди с другой планеты (1986)
- Заговор против Гитлера (1990)

## Номинации
Гарри Ланж получил две номинации на премию «Оскар» за лучшую работу художника-постановщика».
- 1969: «Космическая одиссея 2001 года»; вместе с Тони Мастерсом и Эрни Арчером[4]

- 1981: «Империя наносит ответный удар[a]»; вместе с Норманом Рейнольдсом, Лесли Дилли, Аланом Томкинсом и Майклом Фордом[5]

## Заметки
1. 1 2 3  Позже названные как «Звёздные войны. Эпизод V: Империя наносит ответный удар»
2. ↑  Позже названные как «Звёздные войны. Эпизод VI: Возвращение джедая»